# Les Preses
Les Preses település Spanyolországban, Girona tartományban. Les Preses Olot, Santa Pau, Sant Feliu de Pallerols és La Vall d’en Bas községekkel határos. Lakosainak száma 1925 fő (2024).

## Népesség
A település népessége az elmúlt években az alábbi módon változott:
| Lakosok száma | 313  | 997  | 1170 | 1003 | 1344 | 1644 | 1731 | 1772 | 1788 | 1925 |
|               | 1717 | 1887 | 1936 | 1960 | 1986 | 2004 | 2009 | 2014 | 2019 | 2024 |